# 犬友笑传
《犬友笑传》（英語：Wilfred，又译：犬人笑传、威尔弗雷德），是一部美国黑色喜剧，翻拍澳大利亚同名电视剧威尔弗雷德，本片由Jason Gann和Adam Zwar创造，讲述一个人和一只他眼中人样的狗之间的故事。